# Kaleköy, Çarşıbaşı
Kaleköy là một xã thuộc huyện Çarşıbaşı, tỉnh Trabzon, Thổ Nhĩ Kỳ. Dân số thời điểm năm 2011 là 441 người.